# کلاته بشگزی
کلاته بشگزی یک روستا در ایران است که در دهستان مود واقع شده‌است. کلاته بشگزی ۱۰۵ نفر جمعیت دارد.